# Viola crassifolia
Viola crassifolia är en violväxtart som beskrevs av Edward Fenzl. Viola crassifolia ingår i släktet violer, och familjen violväxter. Inga underarter finns listade i Catalogue of Life.